# قلعه ارگ بالا
بقایای قلعه ارگ بالا مربوط به دوره اشکانیان است و در شهرستان بجنورد، بخش راز و جرگلان، دهستان غلامان، روستای غلامان واقع شده و این اثر در تاریخ ۱۸ شهریور ۱۳۸۷ با شمارهٔ ثبت ۲۳۱۸۱ به‌عنوان یکی از آثار ملی ایران به ثبت رسیده‌است.